# Jay Bruce
Jay Allen Bruce (nascido em 3 de abril de 1987) é um jogador profissional de beisebol atuando como campista direito pelo Philadelphia Phillies da Major League Baseball (MLB). Iniciou sua carreira profissional na MLB pelo Cincinnati Reds. Bruce foi convocado 3 vezes para o All-Star Game.

## Vida pessoal
Bruce é descendente de escoceses. Em 1º de dezembro de 2012, em Houston, Texas , Bruce casou-se com Hannah Eastham, com quem namorava desde os primeiros anos do colegial. O casal teve seu primeiro filho, Carter John Bruce, em 27 de abril de 2016 no Texas.